# Campeonato de Copa Truck de 2017
O Campeonato de Copa Truck de 2017 foi a 1ª temporada de Copa Truck, um campeonato de disputa entre caminhões que substituiu a Fórmula Truck, extinta em 2017.
9 equipes que disputaram a temporada anterior da Fórmula Truck alegaram "conflito de ideias" e não se inscreveram, formando em seguida a Copa Truck. A temporada de 2017 teve início em 28 de maio, com a etapa de Goiânia, em Goiás, e previsão para o término no dia 17 de dezembro na cidade de São Paulo, localizada no estado homônimo.

## Formato
A competição teve 12 corridas (divididas em 6 etapas com rodadas duplas), com 22 pilotos de 7 marcas de caminhões diferentes: Volkswagen, MAN, Volvo, Mercedes-Benz, Iveco, Ford e Scania.
A Associação Nacional de Equipes de Truck (ANET) fechou acordo de parceria com a Sport Promotion Marketing Esportivo, conceituada empresa deste segmento, para promover o evento esportivo de corrida de caminhões que visitará vários Estados de todo o País já em 2017.
Formada por nove equipes e seus respectivos pilotos, a ANET anuncia que a primeira prova da temporada, de um total de ao menos seis será realizada no dia 28 de maio, em Goiânia (GO).
Essa inovadora competição da categoria de caminhões será disputada em forma de Copas, com a realização da Copa Truck Nordeste, Copa Truck Centro-Oeste, Copa Truck Sudeste. Ao final das três Copas, após a soma de resultados, conhecermos o campeão brasileiro.

## Equipes e Pilotos
| Equipe                              | Construtor    | Pneu | N° | Piloto             | Etapas      |
| ----------------------------------- | ------------- | ---- | -- | ------------------ | ----------- |
| AJ5                                 | Volkswagen    | F    | 5  | Adalberto Jardim   | Todas       |
| Império Truck Racing/AM Motorsports | Mercedes-Benz | P    | 6  | Wellington Cirino  | 3–8 e 11–12 |
| Império Truck Racing/AM Motorsports | Mercedes-Benz | P    | 77 | André Marques      | 3–8 e 11–12 |
| Império Truck Racing/AM Motorsports | Mercedes-Benz | P    | 53 | Ronaldo Kastropil  | 9–10        |
| Boessio Competições                 | Volvo         | P    | 47 | Duda Bana          | Todas       |
| Boessio Competições                 | Scania        | F    | 83 | Régis Boessio      | Todas       |
| DF Motorsport                       | Ford          | P    | 27 | Fábio Fogaça       | 1–4 e 7–12  |
| DF Motorsport                       | Ford          | P    | 53 | Sérgio Ramalho     | 5–6         |
| DF Motorsport                       | Ford          | P    | 72 | Djalma Fogaça      | Todas       |
| Lucar Motorsport                    | Iveco         | P    | 88 | Beto Monteiro      | Todas       |
| Lucar Motorsport                    | Iveco         | P    | 99 | Luiz Lopes         | Todas       |
| Sommi Competición                   | Ford          | F    | 33 | Pablo Alves        | 3–8 e 11–12 |
| RM Competições                      | Volkswagen    | P    | 4  | Vinícius Palma     | 1–2         |
| RM Competições                      | Volkswagen    | P    | 4  | Felipe Giaffone    | 3–12        |
| RM Competições                      | Volkswagen    | P    | 7  | Débora Rodrigues   | Todas       |
| RM Competições                      | Volkswagen    | P    | 9  | Renato Martins     | Todas       |
| RM Competições                      | MAN           | P    | 11 | Rodrigo Belinati   | 1–4         |
| RM Competições                      | MAN           | P    | 13 | Witold Ramasauskas | 5–12        |
| Dakar-Corinthians Motorsports       | Iveco         | P    | 15 | Roberval Andrade   | Todas       |
| Dakar-Corinthians Motorsports       | Iveco         | P    | 73 | Leandro Totti      | 1–8         |
| Motul-GG Motorsport                 | Scania        | P    | 28 | Danilo Dirani      | Todas       |
| Motul-GG Motorsport                 | Scania        | P    | 25 | Jaidson Zini       | 3–6 e 9–12  |
| Original Reis Peças                 | Scania        | F    | 12 | José Maria Reis    | 1–8 e 11–12 |
| Original Reis Peças                 | Scania        | F    | 44 | Joel Mendes Jr     | 1–8 e 11–12 |
| Rapax Team                          | Volkswagen    | F    | 35 | David Muffato      | 1–8         |
| Rapax Team                          | Volkswagen    | F    | 55 | Paulo Salustiano   | 9–12        |

## Calendário

### Etapas[3]
| # | Data           | Grande Prêmio                       | Circuito                  | Local            |
| - | -------------- | ----------------------------------- | ------------------------- | ---------------- |
| 1 | 28 de Maio     | Grande Prêmio de Goiás              | Autódromo Ayrton Senna    | Goiânia, GO      |
| 2 | 11 de Junho    | Grande Prêmio de Mato Grosso do Sul | Autódromo Orlando Moura   | Campo Grande, MS |
| 3 | 9 de Julho     | Grande Prêmio de Pernambuco         | Autódromo Ayrton Senna    | Caruaru, PE      |
| 4 | 23 de Julho    | Grande Prêmio do Ceará              | Autódromo Virgílio Távora | Fortaleza, CE    |
| 5 | 15 de Outubro  | Grande Prêmio do Rio Grande do Sul  | Autódromo de Tarumã       | Viamão, RS       |
| 6 | 17 de Dezembro | Grande Prêmio de São Paulo          | Autódromo de Interlagos   | São Paulo, SP    |

### Resultados
| #  | Circuito                  | Pole Position    | Volta mais rápida | Vencedor(es)       | Equipe                              | Construtor    | Info   |
| -- | ------------------------- | ---------------- | ----------------- | ------------------ | ----------------------------------- | ------------- | ------ |
| 1  | Autódromo Ayrton Senna    | Roberval Andrade | Adalberto Jardim  | Roberval Andrade   | Dakar-Corinthians Motorsports       | Iveco         | [ 4 ]  |
| 2  | Autódromo Ayrton Senna    | Sem Disputa      | Beto Monteiro     | Beto Monteiro      | Lucar Motorsport                    | Iveco         | [ 4 ]  |
| 3  | Autódromo Orlando Moura   | Felipe Giaffone  | Felipe Giaffone   | Felipe Giaffone    | RM Competições                      | Volkswagen    | [ 5 ]  |
| 4  | Autódromo Orlando Moura   | Sem Disputa      | Felipe Giaffone   | Felipe Giaffone    | RM Competições                      | Volkswagen    | [ 5 ]  |
| 5  | Autódromo Ayrton Senna    | Felipe Giaffone  | Felipe Giaffone   | Felipe Giaffone    | RM Competições                      | Volkswagen    | [ 6 ]  |
| 6  | Autódromo Ayrton Senna    | Sem Disputa      | Wellington Cirino | André Marques      | Império Truck Racing/AM Motorsports | Mercedes-Benz | [ 6 ]  |
| 7  | Autódromo Virgílio Távora | Felipe Giaffone  | Felipe Giaffone   | Felipe Giaffone    | RM Competições                      | Volkswagen    | [ 7 ]  |
| 8  | Autódromo Virgílio Távora | Sem Disputa      | Felipe Giaffone   | Roberval Andrade   | Dakar-Corinthians Motorsports       | Iveco         | [ 7 ]  |
| 9  | Autódromo de Tarumã       | Danilo Dirani    | Danilo Dirani     | Danilo Dirani      | Motul-GG Motorsport                 | Scania        | [ 8 ]  |
| 10 | Autódromo de Tarumã       | Sem Disputa      | Danilo Dirani     | Witold Ramasauskas | RM Competições                      | MAN           | [ 9 ]  |
| 11 | Autódromo de Interlagos   | Felipe Giaffone  | Roberval Andrade  | Felipe Giaffone    | RM Competições                      | Volkswagen    | [ 10 ] |
| 12 | Autódromo de Interlagos   | Sem Disputa      | Felipe Giaffone   | Roberval Andrade   | Dakar-Corinthians Motorsports       | Iveco         | [ 11 ] |

## Classificação

### Campeonato de Pilotos
| Pos | Piloto             | GOI | GOI | CGR | CGR | CAR | CAR | FOR | FOR | TAR | TAR | INT | INT | Pts |
| --- | ------------------ | --- | --- | --- | --- | --- | --- | --- | --- | --- | --- | --- | --- | --- |
| 1   | Felipe Giaffone    |     |     | 1   | 1   | 1   | 3   | 1   | 2   | 2   | 3   | 1   | 3   | 184 |
| 2   | Roberval Andrade   | 1   | 5   | RET | 8   | 6   | 6   | 2   | 1   | 4   | 2   | 3   | 1   | 175 |
| 3   | Renato Martins     | 5   | 9   | 10  | 6   | 8   | 4   | 8   | 9   | 7   | RET | 7   | 2   | 127 |
| 4   | Beto Monteiro      | 8   | 1   | 4   | 2   | 13  | 10  | RET | 5   | 5   | RET | 4   | RET | 117 |
| 5   | Débora Rodrigues   | 3   | 4   | 7   | RET | 9   | 12  | RET | 7   | 6   | 5   | 9   | 5   | 114 |
| 6   | Luiz Lopes         | 6   | 7   | 8   | RET | 10  | 7   | 9   | 8   | 11  | 7   | 11  | 7   | 109 |
| 7   | Adalberto Jardim   | RET | RET | 2   | RET | 4   | 5   | RET | NL  | 9   | 4   | 5   | 8   | 93  |
| 8   | Régis Boessio      | 4   | 2   | 6   | 4   | RET | RET | 5   | RET | 13  | NL  | RET | 6   | 90  |
| 9   | Fábio Fogaça       | 7   | 6   | 14  | 10  |     |     | 7   | 6   | RET | 9   | RET | 9   | 72  |
| 10  | Witold Ramasauskas |     |     |     |     | 11  | 9   | RET | 10  | 8   | 1   | 8   | RET | 64  |
| 11  | Wellington Cirino  |     |     | NL  | NL  | 2   | 2   | 6   | RET |     |     | 6   | RET | 64  |
| 12  | José Maria Reis    | 9   | 8   | 15  | 9   | 14  | RET | 11  | 11  |     |     | 13  | 10  | 64  |
| 13  | Danilo Dirani      | 2   | RET | 5   | RET | RET | NL  | RET | NL  | 1   | 10  | RET | RET | 63  |
| 14  | André Marques      |     |     | RET | RET | 5   | 1   | 4   | 3   |     |     | RET | RET | 63  |
| 15  | David Muffato      | RET | 3   | 3   | 3   | RET | 13  | RET | 4   |     |     |     |     | 61  |
| 16  | Jaidson Zini       |     |     | 12  | 11  | 12  | 8   |     |     | 10  | 11  | 10  | RET | 56  |
| 17  | Djalma Fogaça      | 12  | RET | 11  | 7   | 3   | RET | RET | NL  | RET | 8   | RET | RET | 52  |
| 18  | Paulo Salustiano   |     |     |     |     |     |     |     |     | 3   | DSQ | 2   | 4   | 50  |
| 19  | Duda Bana          | 11  | RET | 9   | 5   | RET | RET | 10  | RET | RET | RET | RET | RET | 41  |
| 20  | Leandro Totti      | RET | RET | RET | RET | 7   | NL  | 3   | NC  |     |     |     |     | 31  |
| 21  | Rodrigo Belinati   | 10  | 11  | 13  | RET |     |     |     |     |     |     |     |     | 22  |
| 22  | Ronaldo Kastropil  |     |     |     |     |     |     |     |     | 12  | 6   |     |     | 18  |
| 23  | Pablo Alves        |     |     | NL  | RET | RET | 11  | RET | RET |     |     | 12  | RET | 13  |
| 24  | Joel Mendes Jr     | RET | 10  | 16  | RET | RET | NL  | RET | RET |     |     | RET | RET | 6   |
| —   | Vinícius Palma     | RET | RET |     |     |     |     |     |     |     |     |     |     | 0   |
| —   | Sérgio Ramalho     |     |     |     |     | NL  | RET |     |     |     |     |     |     | 0   |
| Pos | Piloto             | GOI | GOI | CGR | CGR | CAR | CAR | FOR | FOR | TAR | TAR | INT | INT | Pts |

| Cor          | Resultado                            |
| ------------ | ------------------------------------ |
| Ouro         | Vencedor                             |
| Prata        | 2º lugar                             |
| Bronze       | 3º lugar                             |
| Verde        | 4º e 5º lugares                      |
| Azul claro   | 6º–10º lugares                       |
| Azul escuro  | Completou a corrida (fora do Top 10) |
| Roxo         | Não completou a corrida              |
| Vermelho     | Não se classificou (NQ)              |
| Marrom       | Retirou-se da corrida (Wth)          |
| Preto        | Desclassificado (DSQ)                |
| Caqui escuro | Não largou (NL)                      |
| Caqui escuro | Abandonou a corrida (C)              |
| Vazio        | Não participou                       |

| Pos | Piloto             | GOI | GOI | CGR | CGR | CAR | CAR | FOR | FOR | TAR | TAR | INT | INT | Pts |
| --- | ------------------ | --- | --- | --- | --- | --- | --- | --- | --- | --- | --- | --- | --- | --- |
| 1   | Felipe Giaffone    |     |     | 1   | 1   | 1   | 3   | 1   | 2   | 2   | 3   | 1   | 3   | 184 |
| 2   | Roberval Andrade   | 1   | 5   | RET | 8   | 6   | 6   | 2   | 1   | 4   | 2   | 3   | 1   | 175 |
| 3   | Renato Martins     | 5   | 9   | 10  | 6   | 8   | 4   | 8   | 9   | 7   | RET | 7   | 2   | 127 |
| 4   | Beto Monteiro      | 8   | 1   | 4   | 2   | 13  | 10  | RET | 5   | 5   | RET | 4   | RET | 117 |
| 5   | Débora Rodrigues   | 3   | 4   | 7   | RET | 9   | 12  | RET | 7   | 6   | 5   | 9   | 5   | 114 |
| 6   | Luiz Lopes         | 6   | 7   | 8   | RET | 10  | 7   | 9   | 8   | 11  | 7   | 11  | 7   | 109 |
| 7   | Adalberto Jardim   | RET | RET | 2   | RET | 4   | 5   | RET | NL  | 9   | 4   | 5   | 8   | 93  |
| 8   | Régis Boessio      | 4   | 2   | 6   | 4   | RET | RET | 5   | RET | 13  | NL  | RET | 6   | 90  |
| 9   | Fábio Fogaça       | 7   | 6   | 14  | 10  |     |     | 7   | 6   | RET | 9   | RET | 9   | 72  |
| 10  | Witold Ramasauskas |     |     |     |     | 11  | 9   | RET | 10  | 8   | 1   | 8   | RET | 64  |
| 11  | Wellington Cirino  |     |     | NL  | NL  | 2   | 2   | 6   | RET |     |     | 6   | RET | 64  |
| 12  | José Maria Reis    | 9   | 8   | 15  | 9   | 14  | RET | 11  | 11  |     |     | 13  | 10  | 64  |
| 13  | Danilo Dirani      | 2   | RET | 5   | RET | RET | NL  | RET | NL  | 1   | 10  | RET | RET | 63  |
| 14  | André Marques      |     |     | RET | RET | 5   | 1   | 4   | 3   |     |     | RET | RET | 63  |
| 15  | David Muffato      | RET | 3   | 3   | 3   | RET | 13  | RET | 4   |     |     |     |     | 61  |
| 16  | Jaidson Zini       |     |     | 12  | 11  | 12  | 8   |     |     | 10  | 11  | 10  | RET | 56  |
| 17  | Djalma Fogaça      | 12  | RET | 11  | 7   | 3   | RET | RET | NL  | RET | 8   | RET | RET | 52  |
| 18  | Paulo Salustiano   |     |     |     |     |     |     |     |     | 3   | DSQ | 2   | 4   | 50  |
| 19  | Duda Bana          | 11  | RET | 9   | 5   | RET | RET | 10  | RET | RET | RET | RET | RET | 41  |
| 20  | Leandro Totti      | RET | RET | RET | RET | 7   | NL  | 3   | NC  |     |     |     |     | 31  |
| 21  | Rodrigo Belinati   | 10  | 11  | 13  | RET |     |     |     |     |     |     |     |     | 22  |
| 22  | Ronaldo Kastropil  |     |     |     |     |     |     |     |     | 12  | 6   |     |     | 18  |
| 23  | Pablo Alves        |     |     | NL  | RET | RET | 11  | RET | RET |     |     | 12  | RET | 13  |
| 24  | Joel Mendes Jr     | RET | 10  | 16  | RET | RET | NL  | RET | RET |     |     | RET | RET | 6   |
| —   | Vinícius Palma     | RET | RET |     |     |     |     |     |     |     |     |     |     | 0   |
| —   | Sérgio Ramalho     |     |     |     |     | NL  | RET |     |     |     |     |     |     | 0   |
| Pos | Piloto             | GOI | GOI | CGR | CGR | CAR | CAR | FOR | FOR | TAR | TAR | INT | INT | Pts |

| Cor          | Resultado                            |
| ------------ | ------------------------------------ |
| Ouro         | Vencedor                             |
| Prata        | 2º lugar                             |
| Bronze       | 3º lugar                             |
| Verde        | 4º e 5º lugares                      |
| Azul claro   | 6º–10º lugares                       |
| Azul escuro  | Completou a corrida (fora do Top 10) |
| Roxo         | Não completou a corrida              |
| Vermelho     | Não se classificou (NQ)              |
| Marrom       | Retirou-se da corrida (Wth)          |
| Preto        | Desclassificado (DSQ)                |
| Caqui escuro | Não largou (NL)                      |
| Caqui escuro | Abandonou a corrida (C)              |
| Vazio        | Não participou                       |

| Pontuação | 1° | 2° | 3° | 4° | 5° | 6° | 7° | 8° | 9° | 10° | 11° | 12° | 13° | 14° | 15° |
| --------- | -- | -- | -- | -- | -- | -- | -- | -- | -- | --- | --- | --- | --- | --- | --- |
| Corrida 1 | 22 | 20 | 18 | 16 | 15 | 14 | 13 | 12 | 11 | 10  | 9   | 8   | 7   | 6   | 5   |
| Corrida 2 | 18 | 16 | 14 | 12 | 11 | 10 | 9  | 8  | 7  | 6   | 5   | 4   | 3   | 2   | 1   |

### Copa Centro-Oeste
Abrange as etapas de Goiânia e Campo Grande.
Campeonato de pilotos
| Pos | Piloto            | Equipe                              | Construtor    | Pts |
| --- | ----------------- | ----------------------------------- | ------------- | --- |
| 1   | Beto Monteiro     | Lucar Motorsport                    | Iveco         | 78  |
| 2   | Régis Boessio     | Boessio Competições                 | Scania        | 73  |
| 3   | David Muffato     | Rapax Team                          | Volkswagen    | 60  |
| 4   | Roberval Andrade  | Dakar-Corinthians Motorsports       | Iveco         | 54  |
| 5   | Renato Martins    | RM Competições                      | Volkswagen    | 54  |
| 6   | Débora Rodrigues  | RM Competições                      | Volkswagen    | 52  |
| 7   | Felipe Giaffone   | RM Competições                      | Volkswagen    | 51  |
| 8   | Fábio Fogaça      | DF Motorsport                       | Ford          | 48  |
| 9   | José Maria Reis   | Original Reis Peças                 | Scania        | 43  |
| 10  | Luiz Lopes        | Lucar Motorsport                    | Iveco         | 42  |
| 11  | Danilo Dirani     | Motul-GG Motorsport                 | Scania        | 31  |
| 12  | Duda Bana         | Boessio Competições                 | Volvo         | 31  |
| 13  | Djalma Fogaça     | DF Motorsport                       | Ford          | 26  |
| 14  | Rodrigo Belinati  | RM Competições                      | MAN           | 22  |
| 15  | Adalberto Jardim  | AJ5                                 | Volkswagen    | 20  |
| 16  | Jaidson Zini      | Motul-GG Motorsport                 | Scania        | 13  |
| 17  | Joel Mendes Jr    | Original Reis Peças                 | Scania        | 10  |
| 18  | Leandro Totti     | Dakar-Corinthians Motorsports       | Iveco         | 0   |
| 19  | André Marques     | Império Truck Racing/AM Motorsports | Mercedes-Benz | 0   |
| 20  | Vinícius Palma    | RM Competições                      | Volkswagen    | 0   |
| 21  | Pablo Alves       | Sommi Competición                   | Ford          | 0   |
| 22  | Wellington Cirino | Império Truck Racing/AM Motorsports | Mercedes-Benz | 0   |

Campeonato de construtores
| Pos | Construtor     | Pts |
| --- | -------------- | --- |
| 1   | Volkswagen/MAN | 164 |
| 2   | Iveco          | 152 |
| 3   | Scania         | 102 |
| 4   | Ford           | 81  |
| 5   | Volvo          | 73  |
| 6   | Mercedes-Benz  | 0   |

### Copa Nordeste
Abrange as etapas de Caruaru e Fortaleza.
Campeonato de pilotos
| Pos | Piloto             | Equipe                              | Construtor    | Pts |
| --- | ------------------ | ----------------------------------- | ------------- | --- |
| 1   | Felipe Giaffone    | RM Competições                      | Volkswagen    | 95  |
| 2   | Roberval Andrade   | Dakar-Corinthians Motorsports       | Iveco         | 76  |
| 3   | André Marques      | Império Truck Racing/AM Motorsports | Mercedes-Benz | 75  |
| 4   | Wellington Cirino  | Império Truck Racing/AM Motorsports | Mercedes-Benz | 66  |
| 5   | Renato Martins     | RM Competições                      | Volkswagen    | 56  |
| 6   | Luiz Lopes         | Lucar Motorsport                    | Iveco         | 50  |
| 7   | Beto Monteiro      | Lucar Motorsport                    | Iveco         | 37  |
| 8   | Débora Rodrigues   | RM Competições                      | Volkswagen    | 35  |
| 9   | Leandro Totti      | Dakar-Corinthians Motorsports       | Iveco         | 34  |
| 10  | Adalberto Jardim   | AJ5                                 | Volkswagen    | 34  |
| 11  | Witold Ramasauskas | RM Competições                      | MAN           | 33  |
| 12  | Fábio Fogaça       | DF Motorsport                       | Ford          | 29  |
| 13  | David Muffato      | Rapax Team                          | Volkswagen    | 28  |
| 14  | José Maria Reis    | Original Reis Peças                 | Scania        | 27  |
| 15  | Régis Boessio      | Boessio Competições                 | Scania        | 22  |
| 16  | Djalma Fogaça      | DF Motorsport                       | Ford          | 18  |
| 17  | Jaidson Zini       | Motul-GG Motorsport                 | Scania        | 16  |
| 18  | Duda Bana          | Boessio Competições                 | Volvo         | 10  |
| 19  | Pablo Alves        | Sommi Competición                   | Ford          | 5   |
| 20  | Joel Mendes Jr     | Original Reis Peças                 | Scania        | 0   |
| 21  | Danilo Dirani      | Motul-GG Motorsport                 | Scania        | 0   |
| 22  | Sérgio Ramalho     | DF Motorsport                       | Ford          | 0   |

Campeonato de construtores
| Pos | Construtor     | Pts |
| --- | -------------- | --- |
| 1   | Volkswagen/MAN | 186 |
| 2   | Iveco          | 163 |
| 3   | Mercedes-Benz  | 141 |
| 4   | Scania         | 65  |
| 5   | Ford           | 52  |
| 6   | Volvo          | 10  |

### Copa Sul-Sudeste
Abrange as etapas do Rio Grande do Sul e São Paulo.
Campeonato de pilotos
| Pos | Piloto             | Equipe                              | Construtor    | Pts |
| --- | ------------------ | ----------------------------------- | ------------- | --- |
| 1   | Felipe Giaffone    | RM Competições                      | Volkswagen    | 87  |
| 2   | Roberval Andrade   | Dakar-Corinthians Motorsports       | Iveco         | 84  |
| 3   | Paulo Salustiano   | Rapax Team                          | Volkswagen    | 62  |
| 4   | Adalberto Jardim   | AJ5                                 | Volkswagen    | 59  |
| 5   | Débora Rodrigues   | RM Competições                      | Volkswagen    | 59  |
| 6   | Witold Ramasauskas | RM Competições                      | MAN           | 50  |
| 7   | Renato Martins     | RM Competições                      | MAN           | 50  |
| 8   | Luiz Lopes         | Lucar Motorsport                    | Iveco         | 48  |
| 9   | Danilo Dirani      | Motul-GG Motorsport                 | Scania        | 38  |
| 10  | Beto Monteiro      | Lucar Motorsport                    | Iveco         | 34  |
| 11  | Jaidson Zini       | Motul-GG Motorsport                 | Scania        | 25  |
| 12  | Fábio Fogaça       | DF Motorsport                       | Ford          | 22  |
| 13  | Ronaldo Kastropil  | Império Truck Racing/AM Motorsports | Mercedes-Benz | 18  |
| 14  | Régis Boessio      | Boessio Competições                 | Scania        | 17  |
| 15  | Wellington Cirino  | Império Truck Racing/AM Motorsports | Mercedes-Benz | 14  |
| 16  | José Maria Reis    | Original Reis Peças                 | Scania        | 13  |
| 17  | Djalma Fogaça      | DF Motorsport                       | Ford          | 8   |
| 18  | Pablo Alves        | Sommi Competición                   | Ford          | 8   |
| 19  | Duda Bana          | Boessio Competições                 | Volvo         | 0   |
| 20  | Joel Mendes Jr     | Original Reis Peças                 | Scania        | 0   |
| 21  | André Marques      | Império Truck Racing/AM Motorsports | Mercedes-Benz | 0   |

Campeonato de construtores
| Pos | Construtor     | Pts |
| --- | -------------- | --- |
| 1   | Volkswagen/MAN | 208 |
| 2   | Iveco          | 166 |
| 3   | Scania         | 80  |
| 4   | Ford           | 38  |
| 5   | Mercedes-Benz  | 32  |
| 6   | Volvo          | 0   |